# Liberty X

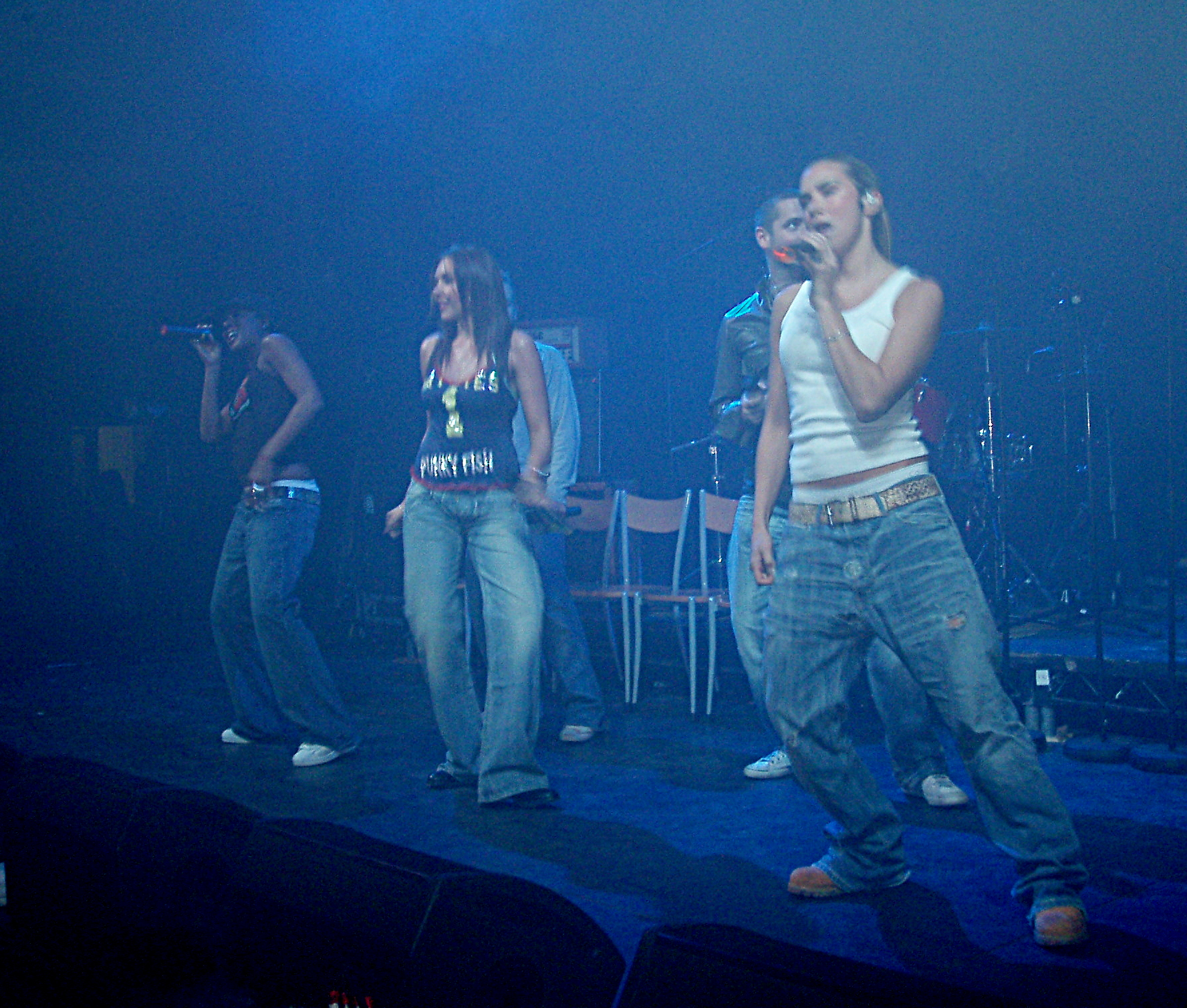
Liberty X in 2006

Liberty X was een Engelse popgroep bestaande uit Michelle Heaton, Kelli Young, Jessica Taylor, Kevin Simm en Tony Lundon. De leden van Liberty X waren vijf afvallers van de originele Engelse versie van het televisieprogramma Popstars: The Rivals. De winnaars van dit programma vormden de groep Hear'Say. Deze groep was in Engeland heel even succesvol, maar viel al snel uiteen.
Liberty X scoorde echter hit na hit van drie studioalbums "Thinking It Over", "Being Somebody" en "X". Met name in het begin wist de band ook op het Europese vasteland een aantal hits te scoren, waarvan "Just A Little" verreweg de grootste en bekendste werd. De opvolger "Got to have your love" was een cover van Mantronix. In 2004 was Liberty X betrokken bij de heropname van Fresh van Kool & The Gang.
Op zondag 20 mei 2007 kondigde Liberty X het einde van de groep aan op hun officiële website (inmiddels offline). De band zei in de toekomst nog wel bij elkaar te komen voor eenmalige optredens. Een van de bandleden, Kevin Simm, had solomateriaal op een MySpace gezet en Jessica Taylor deed mee aan Dancing On Ice.
In 2016 won Kevin Simm The Voice UK.  De vier juryleden (Will.i.am, Boy George, Paloma Faith en Ricky Wilson draaiden allemaal om bij zijn auditie en Kevin koos voor Paloma. In 2018 werd hij de nieuwe zanger van Wet Wet Wet.
In 2017 kondigden Heaton, Taylor en Young aan dat ze Liberty X nieuw leven gingen inblazen als een driekoppige band.

## Discografie

### Singles
| Single met eventuele hitnotering(en) in de Nederlandse Top 40 | Datum van verschijnen | Datum van binnenkomst | Hoogste positie | Aantal weken | Opmerkingen |
| ------------------------------------------------------------- | --------------------- | --------------------- | --------------- | ------------ | ----------- |
| Just a Little                                                 |                       | 15-6-2002             | 3               | 17           |             |
| Got to have your love                                         |                       | 21-9-2002             | 12              | 7            |             |
| Holding on for you                                            |                       | 8-2-2003              | 31              | 5            |             |
| Being nobody                                                  |                       | 26-4-2003             | 31              | 2            | & Richard X |
| Jumpin'                                                       |                       | 11-10-2003            | tip             |              |             |